# Ansprand
Ansprand, död 712, var kung av det langobardiska riket mellan 712 och 712. 